# Aphelandra kingii
Aphelandra kingii är en akantusväxtart som beskrevs av Wasshausen. Aphelandra kingii ingår i släktet Aphelandra och familjen akantusväxter. Inga underarter finns listade i Catalogue of Life.